# Jagdpanzer

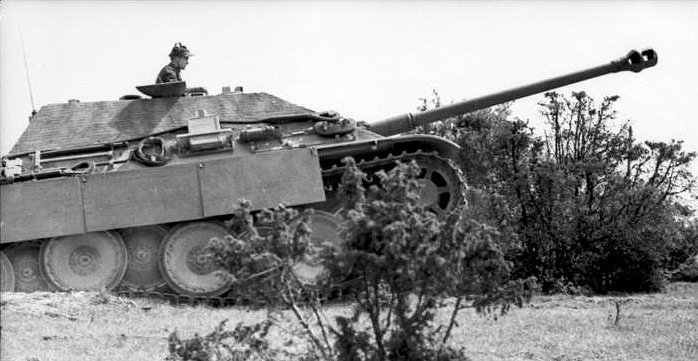
Fotografía de un Jagdpanzer alemán

Jagdpanzer (en alemán, tanque cazador), o JgPz es un nombre para los cazacarros alemanes.
El término se refiere generalmente a los diseños basados en los chasis de tanques existentes con una superestructura blindada, montando un cañón anticarro con movimiento transversal limitado. Los diseños Jagdpanzer fueron la continuación de los diseños Panzerjäger, menos blindados.
Sin la complejidad de la torreta rotatoria, los diseños Jagdpanzer podían ser fabricados rápidamente, lo que era importante para suministrar vehículos de combate en el Frente Oriental. Sin embargo, esta falta de torreta limitaba los usos de los Jagdpanzer. Generalmente se utilizaban en una segunda línea de ataque o como reserva o bien como línea defensiva.
En 1945 el término Panzerjäger era utilizado en todos los Jagdpanzer y los anteriores Panzerjäger fueron re clasificados como cañones autopropulsados. Tras la guerra, el término Jagdpanzer se siguió utilizando en este tipo de vehículos. Este cazatanques fue considerado uno de los mejores ya que con su poderoso cañón era capaz de destruir fácilmente a los T-34 o el M4 Sherman.

## Diseños Jagdpanzer
Los diseños más destacados en la Segunda Guerra Mundial fueron:
- Hetzer.
- Jagdpanzer IV, basado en el Panzer IV.
- Jagdpanther, basado en el Panzer V.
- Jagdtiger, basado en el Tiger II.
- Y también un diseño, El Jagdpanzer E 100 , Basado en el Panzerkampfwagen E-100